# Ferdinand Marschall
Ferdinand Marschall, né le 19 février 1924 à Temesvár en Roumanie et mort en novembre 2006 à Waldzell, était un arbitre autrichien de football. Il débuta en 1948, puis arbitra en première division en 1953 et fut arbitre international de 1967 à 1974. Après sa carrière d'arbitre il fut de 1981 à 1996 président de la Commission des arbitres de l'Association autrichienne de football (ÖFB).

## Carrière
Il a officié dans des compétitions majeures : 
- Coupe du monde de football de 1970 (1 match)
- Euro 1972 (finale)